# فوزية رشيد
فوزية رشيد كاتبة وصحفية بحرينية من مواليد مدينة المحرق بالبحرين، وهي عضو في كل من اتحاد الكتاب العرب واتحاد الكتاب الفلسطينيين بدمشق، وعضو أسرة الأدباء والكتاب في البحرين كما انها عضو في عدد من الجمعيات والاتحادات الأدبية في مصر.
ترجمت بعض أعمالها القصصية إلى عدة لغات مثل الانجليزية والألمانية والدانماركية واليابانية، وقد شاركت في العديد من المؤتمرات الأدبية والفكرية.

## مؤلفاتها
- مرايا الظل والفرح.
- كيف صار الأخضر حجراً؟
- الحصار.
- تحولات الفارس الغريب.
- امرأة ورجل.
- القلق السري.
- امرأة ورجل.
- عذابات شهرزاد.
- العجوز والقلعة

## روابط خارجية
- مقالات الكاتبة فوزية رشيد